# Spirometra erinaceieuropaei
Spirometra erinaceieuropaei – gatunek tasiemca z rodziny Diphyllobothriidae. Jego żywicielami ostatecznymi są ssaki drapieżne z kotowatych i psowatych.

## Taksonomia
Gatunek ten opisany został w 1819 roku przez Karla Rudolphiego na podstawie larw pozyskanych z jeża zachodniego Erinaceus europaeus, od którego nadano epitet gatunkowy erinaceieuropaei. Gatunek ten cechuje się dużą zmiennością morfologiczną w zależności od żywiciela i doczekał się licznych synonimów np. S. mansoni czy S. mansonoides.

## Biologia
Jaja trafiają do wody wraz z kałem żywiciela i po kilku dniach ich przebywania w wodzie lęgną się z nich orzęsione i wyposażone w 6 haczyków larwy. Połykane są one przez skorupiaki takie jak widłonogi i w ich jamach ciała rozwijają się jako procerkoidy. Kolejnymi żywicielami pośrednimi, u których rozwija się drugie stadium larwalne, zwane plerocerkoidem, zostają przez połknięcie skorupiaka zwykle płazy, gady, ptaki lub myszowate, ale spotyka się je także np. u dzików. Możliwe jest zakażanie plerocerkoidami między żywicielami pośrednimi, w związku z czym może być ich więcej w cyklu życiowym. Przypadkowo plerocerkoidy trafić mogą również do ciała człowieka. Żywicielem ostatecznym przez zjedzenie zainfekowanego mięsa stają się ssaki drapieżne, w tym psy i koty. U ludzi opisywano infekcje zarówno plerocerkoidami jak i formami dorosłymi – pierwszy z przypadków określa się mianem sparganozy (łac. sparganosis, ang. sparganosis).

## Sparganoza
Sparganoza spowodowana jest zarażeniem plerocerkoidami tasiemców Spirometra (Diphyllobothrium) erinaceieuropaei i pokrewnych gatunków. Plerocerkoidy (sparganum) tych tasiemców mogą znaleźć się w tkance podskórnej, gałce ocznej i narządach wewnętrznych. Zarażenia opisywano z krajów Dalekiego Wschodu (Spirometra erinaceieuropaei; opisano 5 przypadków) i Ameryki Południowej; wiąże się je ze spożywaniem surowego mięsa węży i żab. Teoretycznie istnieje także ryzyko zarażenia przez spożycie mięsa dzików – występowanie plerocerkoidów stwierdzono w mięśniach i tkance podskórnej dzików z Polski. Innym źródłem zarażenia jest spożywanie wody, w której znajdują się zarażone procerkoidami widłonogi, a także, związane z tradycyjną medycyną chińską, stosowanie okładów z martwych płazów na oczy oraz otwarte rany. Leczenie sparganozy polega na chirurgicznym usunięciu larw.

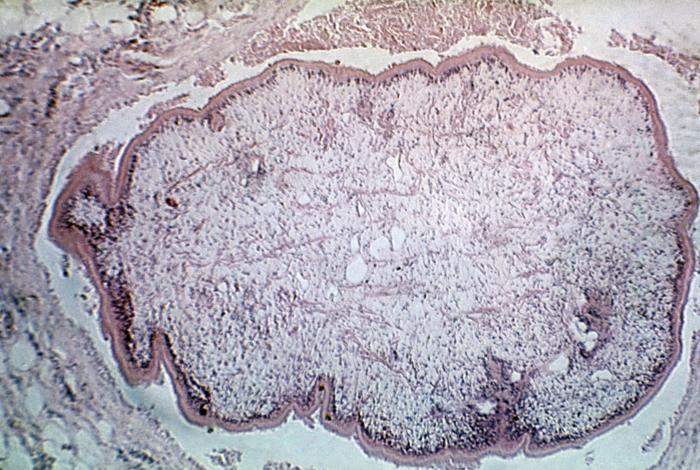